# Zhushan (socken i Kina, Hunan)
Zhushan (kinesiska: 竹山, 竹山乡) är en socken i Kina. Den ligger i provinsen Hunan, i den södra delen av landet, omkring 190 kilometer söder om provinshuvudstaden Changsha. Antalet invånare är 12705. Befolkningen består av 6 181 kvinnor och 6 524 män. Barn under 15 år utgör 20,0 %, vuxna 15-64 år 71 %, och äldre över 65 år 7,0 %.
Genomsnittlig årsnederbörd är 1 800 millimeter. Den regnigaste månaden är augusti, med i genomsnitt 276 mm nederbörd, och den torraste är oktober, med 25 mm nederbörd.